# Jan Diddens
Jan Philippe Diddens (14 de setembro de 1906 - 21 de julho de 1972) foi um futebolista belga que competiu na Copa do Mundo FIFA de 1930.